# 劉建睿

劉建睿（英文：KY Lau、Lau Sir），前香港現代教育星級名師，為前保良局莊啟程預科書院中文科主任、保良局社區書院副學士普通話科主任。已於2016年6月離開現代教育。現在於Calvin Science 擔當中文老師。

## 簡歷
劉建睿一直在香港從事教育工作，並為香港考評局擔任公開試閱讀員及口試評分員。
- 香港中文大學教育學院普通話語言文化專業文憑
- 香港教育局檢定為「註冊教師」
- 前保良局莊啟程預科書院中文科教師
- 前保良局社區書院副學士普通話科主任及導師
- 前保良局社區書院副學士先修班普通話科主任及導師
- 十年以上應邀擔任公開試閱讀員
- 十年以上應邀擔任公開試口試評分員

## 文學創作
劉建睿作品甚多。

### 文學創作
- ＜告別的叮嚀＞
- ＜薪火相傳＞
- ＜師友來鴻＞等

### 語文教育
- ＜對聆聽理解的另類看法＞
- ＜從歌影紅星擔任「語文大使」說起＞
- ＜教餘隨筆專欄＞

### 語言學
- ＜淺談香港語言變化＞

### 政治分析
- ＜國際地位是如何提升的＞
- ＜轉軚與科學＞
- ＜兩岸應平等對待人民＞
- ＜模糊中國心＞
- ＜為學之道＞
- ＜人人替民主改頭換面＞

### 香港教育政策
- ＜雙語教學累事＞

### 青少年教育
- ＜莫輕言自殺＞等多篇作品，分別刊載於《語文教育雙月刊》、《啟思教育通訊》，「明報」等本港及外地報刊。

### 新高中課程參考書
- 《新高中應試系列 －閱讀及寫作能力訓練 第一冊》（朗文出版社）
- 中國語文教材套（朗文出版社）
- 《閱讀能力診斷計劃》（朗文出版社）
- 《新高中綜合中國語文模擬試卷》上冊（朗文出版社）

## 傳媒訪問
- 2014年4月 香港電台 《十個救港的少年》（Saving Hong Kong）

## 外部參考
- 星級名師 劉建睿
- 劉建睿 LKY
- 現代教育 劉建睿 2013年 精讀班宣傳影片
- 十個救港的少年-拯救中文 （页面存档备份，存于）